# Deltocephalus furciferus
Deltocephalus furciferus är en insektsart som beskrevs av Jacobi 1941. Deltocephalus furciferus ingår i släktet Deltocephalus och familjen dvärgstritar. Inga underarter finns listade i Catalogue of Life.